# Hyposmocoma tomentosa
Hyposmocoma tomentosa là một loài bướm đêm thuộc họ Cosmopterigidae. Nó là loài đặc hữu của Hawaii. Loài địa phương ở Kona, ở đó nó was collected at an altitude of 3,000 feet.